# Engagement (Theater)
Das Engagement eines Künstlers ist eine vertragliche Verpflichtung, die ihn an ein Theater, ein Opernhaus oder eine ähnliche Organisation bindet, entweder zeitlich befristet für Proben und Aufführungen bestimmter Produktionen oder für einen längeren Zeitraum. 
Übliche Engagements bei Schauspielern sind Zweijahresverträge für in der Regel zwei Spielzeiten oder Stückverträge für eine einzelne Produktion. Unbefristete Verträge sind eher selten. 
Bis Ende der 1910er Jahre waren die Künstler für Schauspielfächer oder Stimmfächer engagiert, also etwa als „erster jugendlicher Liebhaber“ oder als „Soubrette“. Diese Einteilung der Rollen gibt es bei Schauspielern nicht mehr ausdrücklich und Sänger sind spezialisiert auf bestimmte Opernpartien. Engagements decken daher keine Spannbreite möglicher Rollen mehr ab, sondern werden individueller und flexibler vereinbart.